# 老塘湖芸術村

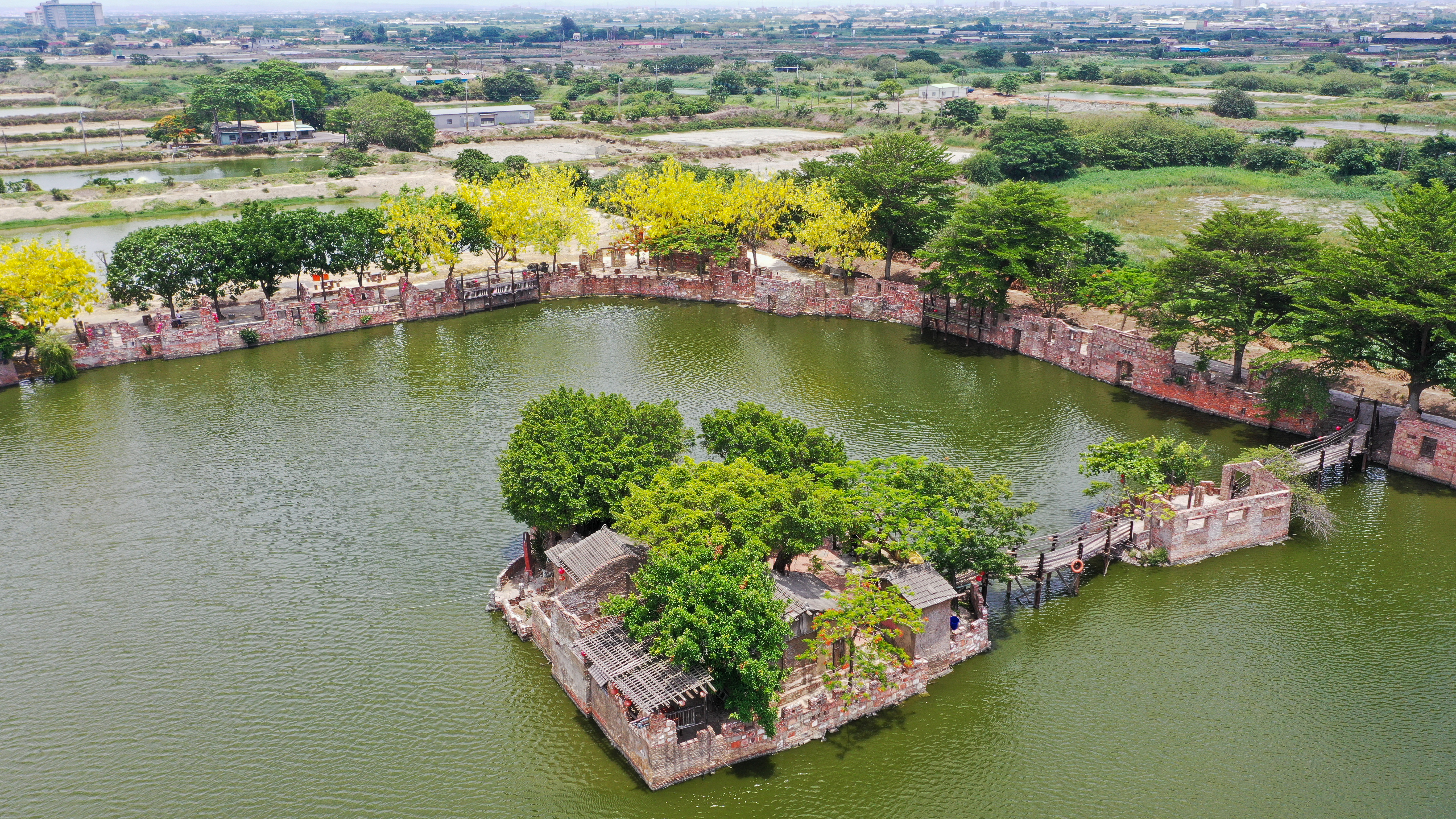
老塘湖芸術村

老塘湖芸術村（ラウ・タン・フ・イ・ス・ツン）は、台湾台南市学甲区東の郊外にある野外博物館。

## 解説
市道171号に沿った閔式古風な芸術園地、有名な観光スポットとなっている。
老塘湖芸術村は元々古跡ではなく、廃棄した養殖池であった。高雄市左営出身の芸術家、匡乙（本名は匡進福）によって、彰化県鹿港鎮と塩水月津港、それに台南市安平区各地から廃棄された建築資材を集め、巧みな技で荒れた古い「老塘湖芸術村」を建てた。

## 創作の理念
「風化、老朽、陋居」三つの要素によって、古びた町に対するイメージ、自分の理解、そして画家として色彩に対する鋭さに頼まれ、「老塘湖芸術村」を完成した。
古木や湖の景色と、古き屋敷や城壁と、楼閣やアーチ橋と、扉や土壁と赤い提灯、どれもよい素材になる。
芸術作品を通し、文化価値がある古い物に新しい命を注ぎ込み、歴史と記憶をそれぞれ保存して、次の世代へ最高のプレゼントになる。